# Holtmeulen

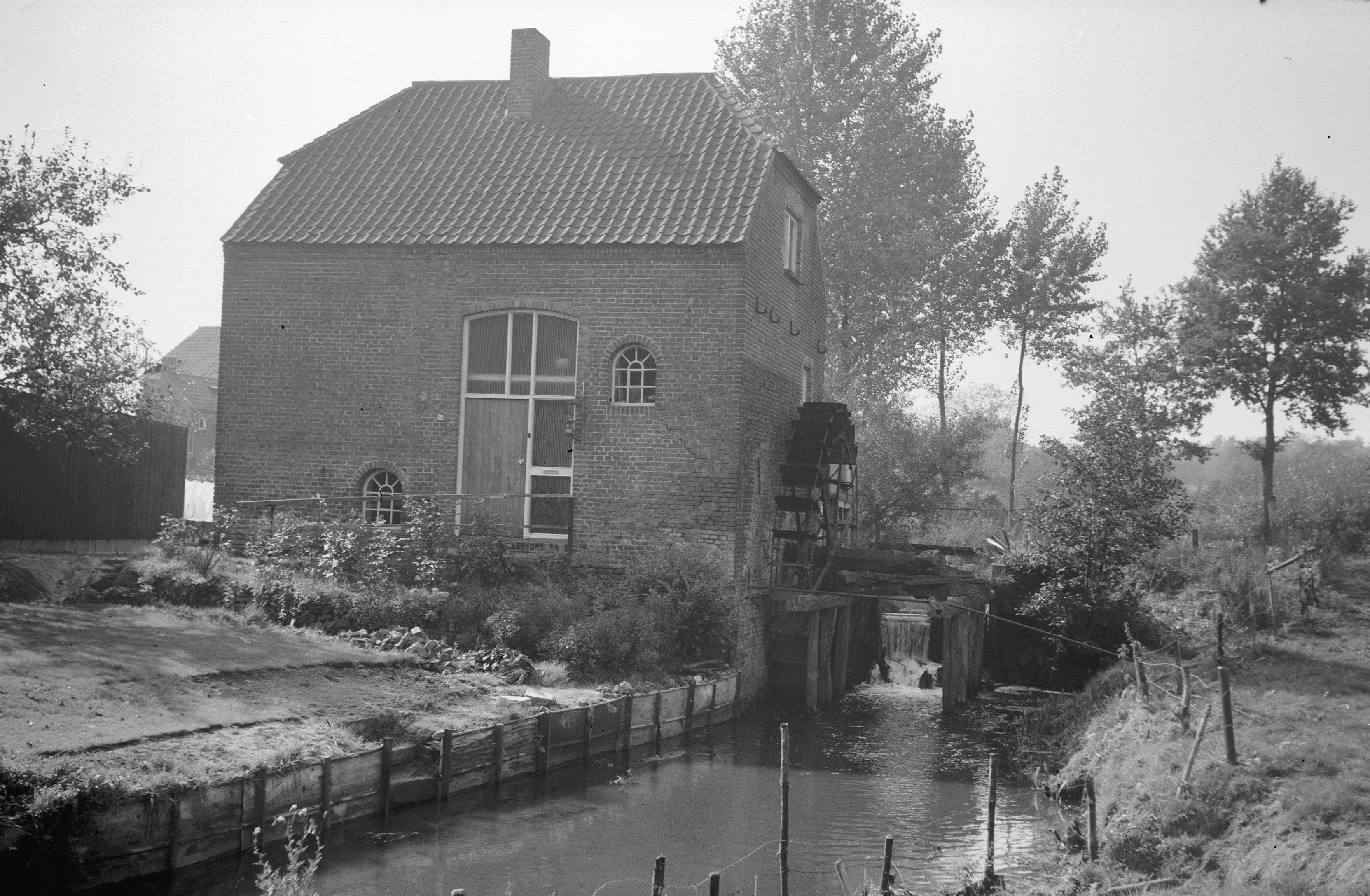
Holtmeulen

De Holtmeulen (ook: Watermolen van Geijsteren) is een voormalige watermolen te Geijsteren op de Oostrumse Beek aan de Sint-Wilbertsweg 24.
Deze onderslagmolen fungeerde als korenmolen en oliemolen.
De molen werd voor het eerst vermeld in 1641. Omstreeks 1750 werd een nieuw gebouw opgericht en in 1897 werd de molen grondig herbouwd. Het oorspronkelijk houten rad werd in 1887 vervangen door een groot, smeedijzeren, exemplaar. Later werd de maalderij aangedreven door een elektromotor en in 1961 werd de molen omgebouwd tot woonhuis. De maalinrichting en het gangwerk werden verwijderd. Het grote rad (diameter 5,12 meter) hangt nog aan de gevel, maar heeft geen functie meer.
In 2000 werd een omleidend beekje voorzien van een vistrap.